# Andrij Sybiha
Andrij Ivanovyč Sybiha (Андрій Іванович Сибіга; 1. února 1975, Zborov, Ukrajina) je ukrajinský diplomat a právník, od září 2024 ministr zahraničních věcí Ukrajiny.

## Život
Andrij Sybiha absolvoval v roce 1997 Lvovskou univerzitu, kde se specializoval na mezinárodní vztahy. Mluví anglicky a polsky.

## Kariéra
V letech 2008–2012 byl poradcem a vyslancem Velvyslanectví Ukrajiny v Polsku. V letech 2012–2016 byl ředitelem odboru konzulární služby MZV Ukrajiny.
Dne 23. srpna 2016 byl jmenován velvyslancem Ukrajiny v Turecku. Dne 19. května 2021 byl dekretem prezidenta Volodymyra Zelenského ze své funkce odvolán.
Dne 31. května 2021 byl jmenován zástupcem vedoucího Kanceláře prezidenta Ukrajiny (tím byl 11. února 2020 jmenován Andrij Jermak).
Po rezignaci ministra zahraničí Dmytra Kuleby v září 2024 byl prezidentem Zelenským jmenován jeho nástupcem.

## Ocenění
- Řád za zásluhy 2. třídy (22. prosince 2021)[6]
- Řád za zásluhy 3. třídy (21. srpna 2020)[7]